# 马骥良 (1924年)
马骥良（1924年—），男，山西河曲人，中华人民共和国军事人物，曾任浙江省军区政治委员，中共浙江省委常委。